# Гандзасар
Гандзасар (на арменски: Գանձասար Ֆուտբոլային Ակումբ) е арменски футболен клуб от град Капан.

## История
Основан през 2004 г., отборът играе в премиер лигата на Армения. Играе домакинските си мачове на Стадион Гандзасар в град Капан. Гандзасар участва 2 години в първа лига, докато спечелва промоция през 2006 г. Отборът разполага с резервна формация – Гандзасар-2, която участва в първа лига.

## Успехи
- Шампионат на Армянската ССР:
  -  Шампион (2): 1989, 1991
- Купа на Армянската ССР
  -  Носител (1): 1963
- Премиер лига
  -  Сребърен медал (1): 2016/17
  -  Бронзов медал (3): 2008, 2011, 2012/13
- Купа на Армения:
  -  Носител (1): 2017/18
  -  Финалист (1): 2013/14
- Първа лига:
  -  Бронзов медал (2): 2004, 2005

## Участие в европейските клубни турнири
| Сезон   | Турнир      | Кръг   | Съперник                | Домакин | Гост | Общ резултат |  |
| ------- | ----------- | ------ | ----------------------- | ------- | ---- | ------------ |  |
| 2009/10 | Лига Европа | 2 кръг | НАК (Бреда)             | 0:2     | 0:6  | 0:8          |  |
| 2012/13 | Лига Европа | 1 кръг | ЕБ/Стреймур (Стреймнес) | 2:0     | 1:3  | 3:3          |  |
| 2012/13 | Лига Европа | 2 кръг | Сервет (Женева)         | 1:3     | 0:2  | 1:5          |  |
| 2013/14 | Лига Европа | 1 кръг | Актобе                  | 1:2     | 1:2  | 2:4          |  |
| 2017/18 | Лига Европа | 1 кръг | Младост (Подгорица)     | 0:3     | 0:1  | 0:4          |  |
| 2018/19 | Лига Европа | 1 кръг | Лех (Познан)            | 2:1     | 0:2  | 2:3          |  |

| Турнир      | Мачове | Победи | Равни | Загуби | Отбелязани голове | Пропуснати голове |
| ----------- | ------ | ------ | ----- | ------ | ----------------- | ----------------- |
| Лига Европа | 10     | 2      | 0     | 8      | 8                 | 23                |
| Всичко      | 10     | 2      | 0     | 8      | 8                 | 23                |